# 1982 en gymnastique
| Années de la gymnastique : 1979 - 1980 - 1981 - 1982 - 1983 - 1984 - 1985    |
| Décennies de la gymnastique : 1950 - 1960 - 1970 - 1980 - 1990 - 2000 - 2010 |

Les faits marquants de l'année 1982 en gymnastique